# Premierzy Bhutanu
Poniżej znajduje się chronologiczna lista premierów Bhutanu.

## Szefowie ministrów (Gongzim)
| Osoba | Osoba                               | Osoba   | Kadencja | Kadencja        | Partia polityczna |
| #     | Imię i nazwisko                     | Portret | Od       | Do              | Partia polityczna |
| ----- | ----------------------------------- | ------- | -------- | --------------- | ----------------- |
| 1     | Raja Ugyen Dorji (1855–1916)        |         | 1907     | 22 czerwca 1916 | Bezpartyjny       |
| 2     | Raja Sonam Topgay Dorji (1896–1953) |         | 1917     | 1952            | Bezpartyjny       |

## Premierzy (Lonchen)
| Osoba                                             | Osoba                                        | Osoba   | Kadencja         | Kadencja          | Partia polityczna                   |
| #                                                 | Imię i nazwisko                              | Portret | Od               | Do                | Partia polityczna                   |
| ------------------------------------------------- | -------------------------------------------- | ------- | ---------------- | ----------------- | ----------------------------------- |
| 1                                                 | Jigme Palden Dorji (1919–1964)               |         | 1952             | 5 kwietnia 1964   | Bezpartyjny                         |
| wakat (5 kwietnia 1964–25 lipca 1964)             |                                              |         |                  |                   |                                     |
| —                                                 | Lhendup Dorji (tymczasowo) (1935–2007)       |         | 25 lipca 1964    | 27 listopada 1964 | Bezpartyjny                         |
| Urząd zniesiony (27 listopada 1964–20 lipca 1998) |                                              |         |                  |                   |                                     |
| 2                                                 | Lyonpo Jigme Thinley (1952– )                |         | 20 lipca 1998    | 9 lipca 1999      | Bezpartyjny                         |
| 3                                                 | Sangay Ngedup (1953– )                       |         | 9 lipca 1999     | 20 lipca 2000     | Bezpartyjny                         |
| 4                                                 | Lyonpo Yeshey Zimba (1952– )                 |         | 20 lipca 2000    | 8 sierpnia 2001   | Bezpartyjny                         |
| 5                                                 | Lyonpo Khandu Wangchuk (1950– )              |         | 8 sierpnia 2001  | 14 sierpnia 2002  | Bezpartyjny                         |
| 6                                                 | Lyonpo Kinzang Dorji (1951– )                |         | 14 sierpnia 2002 | 30 sierpnia 2003  | Bezpartyjny                         |
| (2)                                               | Lyonpo Jigme Thinley (1952– )                |         | 30 sierpnia 2003 | 18 sierpnia 2004  | Bezpartyjny                         |
| (4)                                               | Lyonpo Yeshey Zimba (1952– )                 |         | 18 sierpnia 2004 | 5 września 2005   | Bezpartyjny                         |
| (3)                                               | Sangay Ngedup (1953– )                       |         | 5 września 2005  | 7 września 2006   | Bezpartyjny                         |
| (5)                                               | Lyonpo Khandu Wangchuk (1950– )              |         | 7 września 2006  | 31 lipca 2007     | Bezpartyjny                         |
| (6)                                               | Lyonpo Kinzang Dorji (1951– )                |         | 31 lipca 2007    | 9 kwietnia 2008   | Bezpartyjny                         |
| (2)                                               | Lyonpo Jigme Thinley (1952– )                |         | 9 kwietnia 2008  | 30 lipca 2013     | Partia Pokoju i Dobrobytu Bhutanu   |
| 7                                                 | Tshering Tobgay (1965–)                      |         | 30 lipca 2013    | 9 sierpnia 2018   | Ludowo-Demokratyczna Partia Bhutanu |
| —                                                 | Dasho Tshering Wangchuk (tymczasowo) (ur. ?) |         | 9 sierpnia 2018  | 7 listopada 2018  | Bezpartyjny                         |
| 8                                                 | Lotay Tshering (ur. 1968)                    |         | 7 listopada 2018 | 1 listopada 2023  | Zjednoczona Partia Bhutanu          |
| —                                                 | Chogyal Dago Rigdzin (tymczasowo) (ur. ?)    |         | 1 listopada 2023 | 29 stycznia 2024  | Bezpartyjny                         |
| (7)                                               | Tshering Tobgay (1965–)                      |         | 29 stycznia 2024 | nadal             | Ludowo-Demokratyczna Partia Bhutanu |

Według prawa ustalonego przez króla Bhutanu Jigme Singye Wangchucka w 1998, każdemu nowemu premierowi Bhutanu nadaje się tytuł Lyonpo, co w języku dżongkha oznacza premier.